# 阿普费尔贝格
阿普费尔贝格是奥地利施蒂利亚州克尼特尔费尔德县的一个市镇。总面积9.29平方公里，总人口1099人，人口密度118.3人/平方公里（2005年）。